# Arthur Tedder
Maršál Royal Air Force Arthur William Tedder, první baron Tedder, GCB (11. července 1890 – 3. června 1967) byl důstojníkem britské armády a později Royal Air Force.

## Mládí a první světová válka
Po absolvování studia historie na Magdalene College univerzity v Cambridge v roce 1913 a krátkém působení v britské koloniální správě na Fidži se po vypuknutí první světové války vrátil do Evropy, aby nastoupil aktivní službu v armádě, jejímž dobrovolným záložním důstojníkem se stal během svých vysokoškolských studií. Po krátké týlové službě v hodnosti poručíka Dorsetshirského pluku, během níž jej nebojové zranění kolene učinilo nezpůsobilým k frontové službě u pěchoty, zažádal o přeložení k Royal Flying Corps, jehož příslušníkem se stal v lednu 1916. Od července 1916 začal působit jako pilot 25. peruti RFC na západní frontě a postupně začal zastávat různé velitelské funkce u jednotek letectva. Válku zakončil v dočasné válečné hodnosti podplukovníka Royal Air Force a funkci velitele křídla.
V meziválečné době pokračoval ve službě u Royal Air Force (zpočátku v hodnosti majora, od srpna 1919 změněné na Squadron Leader v souvislosti s novým označením hodností RAF), jak při velení jednotkám, tak ve štábech. Vystudoval také Štábní akademii Královského námořnictva a Imperial Defence College a působil následně jako zástupce velitele Štábní akademie RAF. V roce 1934 byl povýšen do hodnosti Air Commodore a začal působit ve funkci ředitele leteckého výcviku RAF. Po krátkém působení jako velitel sil RAF na Dálném východě byl v roce 1937 povýšen do hodnosti leteckého vicemaršála (odpovídá přibližně generálmajorovi) a pověřen řízením technického výzkumu a rozvoje na ministerstvu letectví.

## Druhá světová válka
Po vypuknutí druhé světové války působil nejprve od konce listopadu 1940 jako zástupce velitele britských leteckých sil na Středním východě, jímž byl vrchní letecký maršál Arthur Longmore, v hodnosti leteckého maršála, a posléze v červnu 1941 jej v jejich čele vystřídal. V červenci 1942 byl povýšen do hodnosti vrchního leteckého maršála.
Jako velitel leteckých sil na severoafrickém bojišti dohlížel na zefektivnění jak jejich struktury, tak operačních postupů, například při použití koncentrovaného kobercového bombardování omezeného úseku fronty k taktické podpoře pozemních sil, kterému se v dobovém tisku začalo říkat Tedder Carpet (Tedderův koberec). Vzdušné síly pod jeho velením se podílely například na spojeneckém úspěchu v druhé bitvě u Alameinu.
V únoru 1943 převzal velení spojeneckých vzdušných sil ve Středomoří, jako podřízený Dwighta D. Eisenhowera coby vrchního spojeneckého velitele na tomto bojišti, a v jejich čele se podílel na vyloděních na Sicílii a v Itálii.

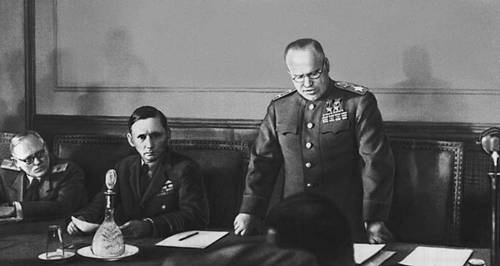
Během podpisu německé kapitulace v Berlíně. (Tedder sedící uprostřed, vpravo stojící maršál SSSR Žukov)

V době příprav operace Overlord byl jmenován zástupcem vrchního velitele spojeneckých expedičních sil (jímž byl generál Eisenhower se kterým již předtím Tedder úspěšně spolupracoval ve Středomoří) pro letecké operace, a v této funkci koordinoval vzdušnou podporu operace poskytovanou jak taktickými Spojeneckými expedičními letectvy, podřízenými leteckému maršálu Leigh-Mallorymu, tak i nasazení strategických bombardovacích sil Bomber Command RAF (ACM Arthur Harris) a 8. letecké armády USAAF (genpor. Jimmy Doolittle) při podpoře přípravy vyloďovacích operací a bojů o Normandii, například během operací Goodwood a Cobra.
Jako zástupce generála Eisenhowera také spolupodepsal kapitulační akt Německa během ceremonie v Berlíně coby představitel ozbrojených sil západních spojenců.

## Po válce
V září 1945 byl povýšen do hodnosti maršála RAF a v lednu 1946 vystřídal Charlese Portala ve funkci náčelníka generálního štábu RAF.
V únoru 1946 mu také byl udělen šlechtický titul baron Tedder z Glenguin v hrabství Stirling.
Ve funkci náčelníka štábu letectva se mu podařilo zvětšit početní stavy Fighter Command a v době počínající studené války se Royal Air Force pod jeho velením účastnilo berlínského vzdušného mostu.
V roce 1950 byl pověřen velením Štábní delegace britských ozbrojených sil ve Washingtonu a v roce 1951 odešel do výslužby.
V následujícím civilním životě pracoval jak v neziskovém sektoru, například v oblasti rozvoje univerzitního vzdělávání a jako člen rady guvernérů BBC, tak v postavení předsedy dozorčí rady Standard Motor Company. Zemřel na následky Parkinsonovy choroby v roce 1967.